# Trogon ramonianus
Espèce
Trogon ramonianus est une espèce d'oiseaux de la famille des Trogonidae.

## Habitat et répartition
Cet oiseau vit dans les forêts tropicales humides du bassin de l'Amazone, depuis le Brésil, en passant par la Colombie, la Bolivie, le Pérou jusqu'à l'Équateur.